# Maximiliano I của México
Maximiliano I của México (tiếng Đức: Ferdinand Maximilian Joseph Maria von Habsburg-Lothringen; tiếng Tây Ban Nha: Fernando Maximiliano José María de Habsburgo-Lorena; 6 tháng 7 năm 1832 - 19 tháng 6 năm 1867) là một hoàng tử người Áo thuộc Vương tộc Habsburg-Lothringen, ông lên ngôi và trở thành vị hoàng đế duy nhất của Đệ Nhị Đế chế México, tại vị từ tháng 10/04/1864 cho đến khi bị hành quyết bởi phe Cộng hoà vào ngày 19/06/1867. Maximilian là em trai của Hoàng đế Franz Joseph I của Áo. Trước khi tiếp nhận ngôi vị hoàng đế Mexico, ông là một vị tổng tư lệnh xuất sắc của Hải quân Đế quốc Áo-Hung.
Đệ Nhị Đế chế Pháp, cùng với Tây Ban Nha và Vương quốc Anh, đã đưa quân đến Mexico vào mùa đông năm 1861 để gây áp lực buộc chính phủ Mexico phải thanh toán các khoản nợ mà họ đã vay của 3 đế quốc này. Sau một năm thì Tây Ban Nha và Anh cho rút quân khi đạt được một số thoả thuận với chính phủ Mexico, trong khi đó Napoleon III của Pháp thì có những toan tính nhiều hơn bằng cách đưa Maximilian lên ngai vàng Mexico, lập ra Đế chế Mexico thứ hai. Với sự hỗ trợ của quân đội Pháp và các nhóm ủng hộ chế độ quân chủ của Đảng Bảo thủ thù địch với chính quyền Đảng Tự do của Tổng thống Benito Juárez, Maximilian tiếp nhận ngai vàng của Mexico vào ngày 10/04/1864.
Việc nắm giữ quyền lực của Maximilian ở Mexico đã bị lung lay ngay từ đầu. Thay vì ban hành các chính sách trao lại quyền lực cho những người bảo thủ Mexico, Maximilian lại tìm cách thực hiện các chính sách tự do, khiến ông mất đi những người ủng hộ bảo thủ trong nước. Trên bình diện quốc tế, tính hợp pháp của ông với tư cách là người cai trị Mexico bị nghi ngờ vì Hoa Kỳ tiếp tục công nhận Benito Juárez là nguyên thủ quốc gia hợp pháp thay vì Hoàng đế Maximilian. Hoa Kỳ coi cuộc xâm lược của Pháp là vi phạm Học thuyết Monroe, nhưng Hoa Kỳ không thể can thiệp về mặt chính trị do Nội chiến Hoa Kỳ (1861–1865). Khi Nội chiến Hoa Kỳ kết thúc vào năm 1865, Hoa Kỳ bắt đầu cung cấp viện trợ vật chất cho lực lượng cộng hòa của Juárez. Trước sự quan tâm mới của Hoa Kỳ trong việc thực thi Học thuyết Monroe, theo lệnh của Napoléon III, quân đội Pháp bắt đầu rút khỏi Mexico vào năm 1866. Không có sự ủng hộ của quần chúng và các lực lượng cộng hòa đang lên cao, chế độ quân chủ của Maximilian sụp đổ. Maximilian bị bắt ở Querétaro. Ông bị chính phủ Cộng hòa xét xử và hành quyết cùng với các tướng Miguel Miramón, cựu Tổng thống México và Tomás Mejía Camacho vào tháng 6 năm 1867. Cái chết của ông đánh dấu sự kết thúc của chế độ quân chủ như một thế lực lớn ở Mexico. Khi đánh giá lại thời kỳ cai trị ngắn ngủi của mình, ông được miêu tả trong lịch sử Mexico ít hơn với tư cách là nhân vật phản diện trong lịch sử dân tộc, cộng hòa mà nhiều hơn với tư cách là một người theo chủ nghĩa tự do ở Mexico, cùng với các Tổng thống Cộng hòa Juárez, Sebastián Lerdo de Tejada và Porfirio Díaz.

## Cuộc sống đầu đời
Maximilian sinh ngày 6 tháng 7 năm 1832 tại Cung điện Schönbrunn ở Vienna, thủ đô của Đế quốc Áo. Ông được rửa tội vào ngày hôm sau với tên gọi "Ferdinand Maximilian Josef Maria". Tên đầu tiên nhầm tôn vinh cha đỡ đầu và cũng là chú ruột của ông, Hoàng đế Ferdinand I, và tên thứ hai nhầm vinh danh ông ngoại của ông, Maximilian I Joseph, Vua của Bayern. Cha của ông là Đại công tước Franz Karl của Áo, con trai thứ hai còn sống của Hoàng đế Franz II, trong thời kỳ trị vì của vị hoàng đế này Maximilian được sinh ra. Maximilian do đó là thành viên của Nhà Habsburg-Lorraine, thuộc chi nhánh nữ của Nhà Habsburg và chi nhánh nam của Nhà Lorraine. Mẹ của ông là Công chúa Sophie của Bayern, một thành viên của Nhà Wittelsbach.  Thông minh, đầy tham vọng và ý chí mạnh mẽ, Sophie có rất ít điểm chung với chồng, người mà sử gia Richard O'Conner mô tả là "một người đàn ông mập mạp đáng yêu có sở thích chính trong cuộc sống là ăn những bát bánh đẫm nước sốt".  Bất chấp tính cách khác nhau của họ, cuộc hôn nhân đã đơm hoa kết trái, và sau bốn lần sẩy thai, bốn người con trai - bao gồm cả Maximilian - đã được sinh ra và sống đến tuổi trưởng thành. Các tin đồn trong triều đình Áo nói rằng Maximilian, trên thực tế, là sản phẩm của một cuộc tình ngoài hôn nhân giữa mẹ ông và Napoléon II, Công tước của Reichstadt - con trai của Hoàng đế Napoleon I của Vương tộc Bonaparte. Sự tồn tại của một mối quan hệ bất chính giữa Sophie và công tước Reichstadt đều là đồn đoán và chưa có bằng chứng rõ ràng.

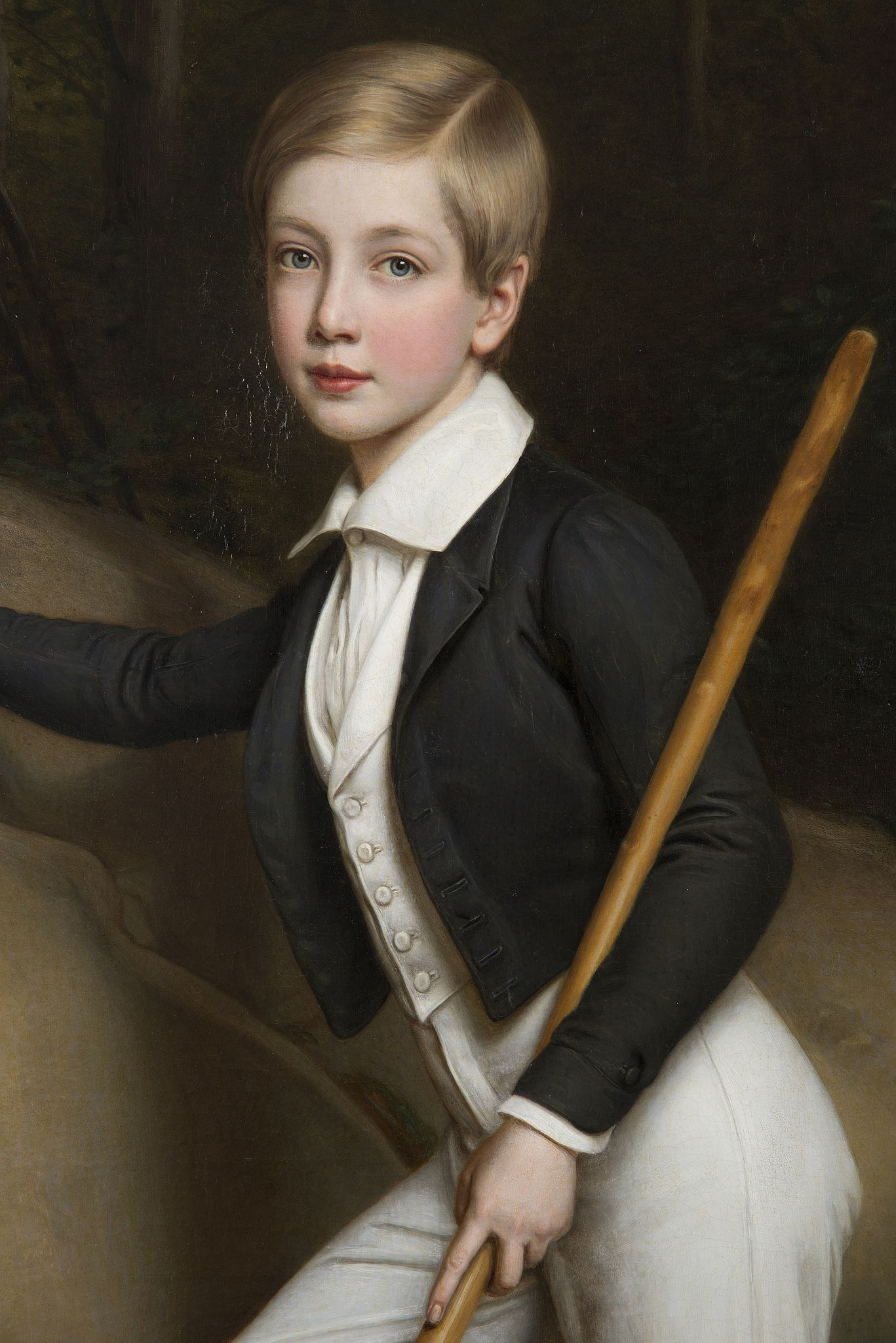
Maximilian khi còn là một cậu bé vào năm 1838, được vẽ bởi Joseph Karl Stieler.

Tuân thủ các truyền thống kế thừa từ triều đình Tây Ban Nha dưới thời trị vì của Nhà Habsburg, việc dạy dỗ Maximilian được giám sát chặt chẽ. Cho đến sinh nhật thứ 6 của mình, ông được chăm sóc bởi Nam tước Louise von Sturmfeder, người là aja của ông (sau đó được gọi là "y tá", bây giờ là bảo mẫu). Sau đó, việc học của ông được giao cho một gia sư. Phần lớn thời gian của Maximilian dành cho việc học. Số giờ học mỗi tuần tăng đều đặn từ 32 ở tuổi 7 lên 55 vào lúc anh 17 tuổi. Các ngành học rất đa dạng, từ lịch sử, địa lý, luật và công nghệ, đến ngôn ngữ, quân sự, đấu kiếm và ngoại giao. Ngay từ khi còn nhỏ, Maximilian đã cố gắng vượt qua người anh trai Franz Joseph về mọi mặt, cố gắng chứng minh cho tất cả thấy rằng anh là người có trình độ tốt hơn trong số hai người và do đó xứng đáng hơn vị trí thứ hai.
Môi trường hạn chế cao của triều đình Áo không đủ để kìm hãm sự cởi mở tự nhiên của Maximilian. Ông ấy vui vẻ, có sức lôi cuốn cao và có thể thu hút những người xung quanh một cách dễ dàng. Mặc dù Maximilian là một chàng trai quyến rũ, ông ấy cũng vô kỷ luật. Ông chế nhạo các giáo viên của mình và thường là kẻ chủ mưu của những trò đùa - kể cả chú của ông, hoàng đế, cũng đã trở thành nạn nhân của những trò đùa này. Những nỗ lực của Maximilian để đánh bại anh trai của mình đã mở ra một rạn nứt giữa Maximilian và Franz Joseph, người có tính xa cách và khép kín.
Năm 1848, các cuộc cách mạng nổ ra khắp châu Âu. Trước các cuộc biểu tình và bạo loạn, Hoàng đế Ferdinand đã thoái vị để ủng hộ anh trai của Maximilian, Franz Joseph lên ngôi. Maximilian đã đồng hành cùng ông trong các chiến dịch dẹp loạn khắp đế chế. Chỉ đến năm 1849, cuộc cách mạng mới bị dập tắt ở Áo, với hàng trăm người nổi dậy bị hành quyết và hàng nghìn người bị cầm tù. Maximilian kinh hoàng trước những gì anh ta coi là tàn bạo vô nghĩa và công khai phàn nàn về điều đó. Sau đó, ông nhận xét, "Chúng ta gọi thời đại của chúng ta là Thời đại Khai sáng, nhưng có những thành phố ở châu Âu, trong tương lai, những người đàn ông sẽ nhìn lại sự kinh hoàng và kinh ngạc trước sự bất công của toà án, nơi mà tinh thần báo thù bị kết án tử hình, những kẻ có tội duy nhất là muốn một cái gì đó khác với sự cai trị độc đoán của các chính phủ đặt mình lên trên luật pháp ".

## Sự nghiệp trong Hải quân Đế quốc Áo

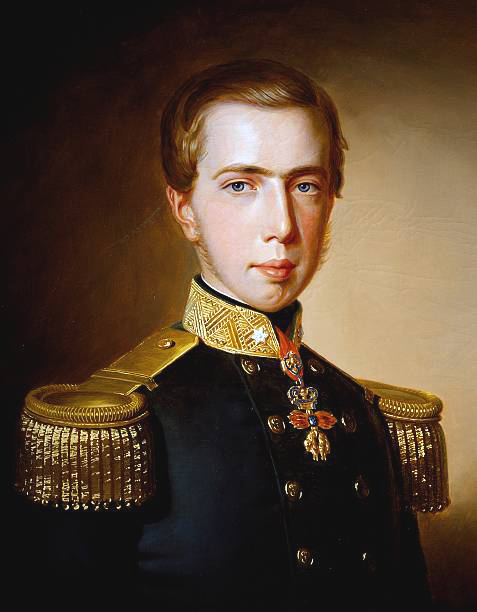
Maximilian trong bộ đồng phục, 1853.

Maximilian là một cậu bé thông minh, người đã thể hiện tài năng đáng kể trong sở thích nghệ thuật của mình. Ông cũng thể hiện sự quan tâm sớm đối với khoa học, đặc biệt là thực vật học. Khi tham gia nghĩa vụ quân sự, ông được đào tạo trong Hải quân Đế quốc Áo. Ông thể hiện lòng nhiệt thành trong sự nghiệp hải quân của mình và mối liên hệ trực tiếp của ông với Hoàng đế Franz Joseph đã cho phép chuyển hướng các nguồn lực cho những gì trước đây đã bị bỏ quên.
Ông được phong làm trung úy hải quân khi mới 18 tuổi. Năm 1854, ông lên đường với tư cách chỉ huy tàu hộ tống Minerva, trong một chuyến thám hiểm dọc theo bờ biển Albania và Dalmatia. Maximilian đặc biệt quan tâm đến các vấn đề hàng hải và đã thực hiện một cuộc hành trình đường dài đến Brazil trên tàu khu trục nhỏ Elisabeth. Năm 1854, khi mới 22 tuổi - là em trai của hoàng đế, và do đó là thành viên của gia đình cầm quyền - ông được bổ nhiệm làm tổng tư lệnh của Hải quân Đế quốc Áo (1854–1861), và ông đã tổ chức lại trong những năm tiếp theo. Giống như Đại công tước Friedrich (1821–1847) trước đó, Maximilian có một mối quan tâm cá nhân sâu sắc đến hạm đội, và cùng với ông, lực lượng hải quân Áo đã có được sự ủng hộ có ảnh hưởng từ hàng ngũ hoàng gia. Điều này rất quan trọng, vì sức mạnh biển chưa bao giờ là ưu tiên trong chính sách đối ngoại của Áo, và bản thân lực lượng hải quân cũng tương đối ít được công chúng biết đến hoặc ủng hộ. Nó chỉ có thể thu hút sự chú ý và quỹ đầu tư đáng kể của công chúng khi nó được hỗ trợ tích cực bởi một hoàng tử hoàng gia. Với tư cách là tổng tư lệnh, Maximilian đã thực hiện một số cải cách để hiện đại hóa lực lượng hải quân, và có công trong việc tạo ra cảng hải quân tại Trieste và Pola (nay là Pula), cũng như hạm đội chiến đấu mà Đô đốc Wilhelm von Tegetthoff sau này sẽ đảm nhiệm trong những chiến thắng của mình. Tuy nhiên, ông bị chỉ trích vì đã chuyển ngân quỹ quá nhiều để đóng tàu mà bỏ qua việc huấn luyện, kinh nghiệm đi biển và tinh thần chiến đấu. Ông cũng khởi xướng một cuộc thám hiểm khoa học quy mô lớn (1857–1859) trong đó khinh hạm SMS Novara trở thành tàu chiến Áo đầu tiên đi vòng quanh địa cầu.

## Hôn nhân với Charlotte của Bỉ và cuộc sống cá nhân

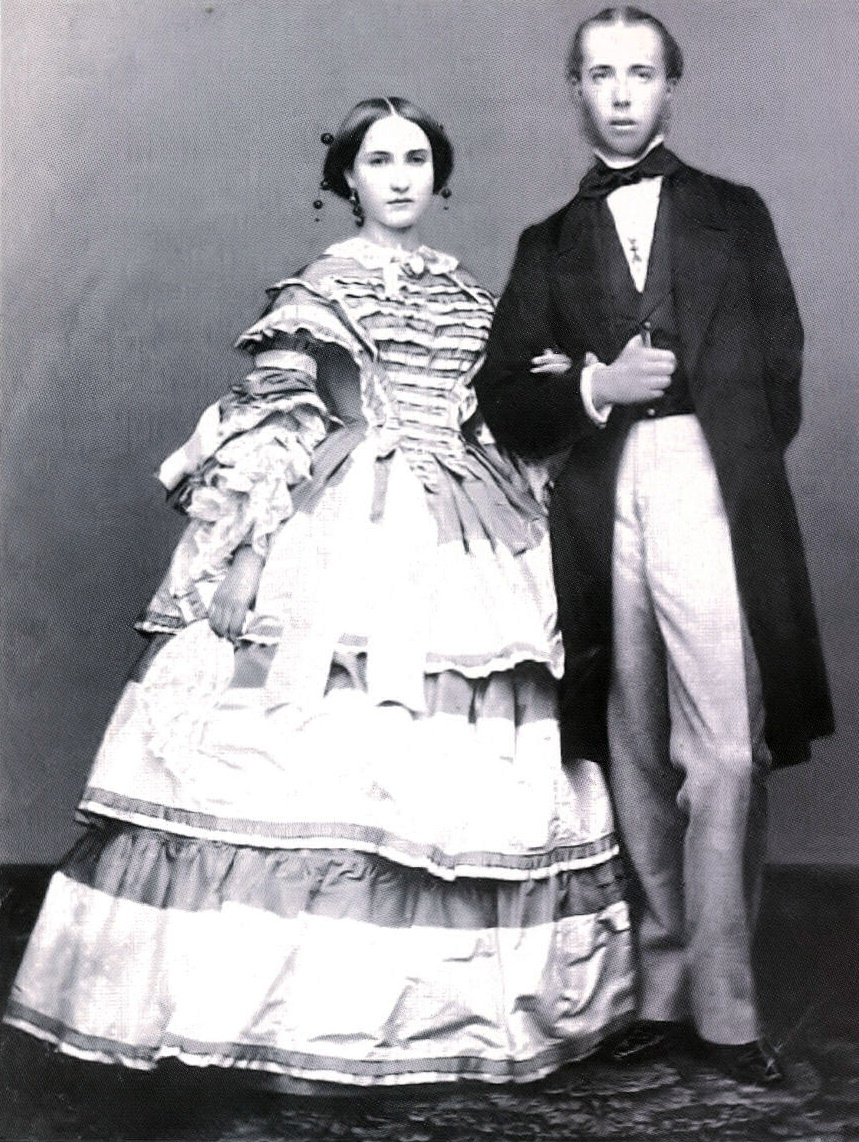
Charlotte và chồng sắp cưới Maximilian, ảnh của Louis-Joseph Ghémar (1857).

Vào tháng 5 năm 1856, Hoàng đế Franz Joseph yêu cầu Maximilian từ Paris trở về Viên, dừng lại trên đường đi ở Brussels để thăm Vua Leopold I của Bỉ. Vào ngày 30 tháng 5 năm 1856, ông đến Bỉ và được Vương tử Philippe, Bá tước xứ Flandre, con trai út của vua Leopold đón tiếp. Ông đi cùng các vương tử Bỉ đến thăm các thành phố Tournai, Kortrijk, Bruges, Ghent, Antwerp và Charleroi. Tại Brussels, Maximilian gặp con gái duy nhất của nhà vua và cố hoàng hậu Louise xứ Orleans là Charlotte của Bỉ, và mối tình lãng mạn bắt đầu nảy nở. Leopold I, khi biết được tình cảm của cặp đôi đã khuyên Maximilian cầu hôn con gái mình. Theo quan điểm của người Bỉ, cuộc hôn nhân rất có lợi vì quốc gia mới được thành lập và có thể được hưởng lợi từ mối quan hệ với các cường quốc. Từng không may mắn trong tình yêu hai lần trước đó, cuộc hôn nhân của Maximilian với con gái của một vị vua trị vì châu Âu là phù hợp và dường như sẽ là một cái kết có hậu cho cuộc sống độc thân của ông. Maximilian đề xuất và được chào đón bởi triều đình Bỉ. Sau đó, ông nhận xét về sự tương phản giữa Cung điện Laeken của Bỉ với vẻ đẹp lộng lẫy của các dinh thự hoàng gia của Đế quốc ở Viên, không có gì đáng ngạc nhiên vì Bỉ chỉ là một vương quốc nhỏ và mới.
Vương tử George của Sachsen, người trước đó đã bị Charlotte từ chối, đã cảnh báo Leopold I về "tính cách tính toán của đại công tước Viên". Ngược lại, con trai của Leopold I là Công tước xứ Brabant, và tương lai là Vua Leopold II, đã viết thư cho Nữ hoàng Victoria, em họ của Charlotte: "Max là một thanh niên đầy khéo léo, kiến thức, tài năng và tốt bụng."
Lễ đính hôn chính thức kết thúc vào ngày 23 tháng 12 năm 1856. Ngày 27 tháng 7 năm 1857, Maximilian và Charlotte kết hôn tại Cung điện Hoàng gia Brussels. Các nhân vật hoàng gia châu Âu nổi tiếng đương thời đã tham dự buổi lễ, bao gồm cả anh họ đời đầu của Charlotte và chồng của Nữ hoàng Victoria, Vương tế Albert. Cuộc hôn nhân cũng nâng cao uy tín của triều đình Bỉ mới thành lập khi Nhà Sachsen-Coburg và Gotha một lần nữa thấy mình liên minh với Nhà Habsburg hùng mạnh.
Cuộc hôn nhân giữa hai ngươi không cái con cái. Tuy nhiên, khi còn là Hoàng đế và Hoàng hậu Mexico, họ đã nhận nuôi vào Agustín de Iturbide y Green và em họ của ông là Salvador de Iturbide y Marzán (9 tháng 9 năm 1865), cả hai đều là cháu trai của Agustín de Iturbide, người đã trị vì trong một thời gian ngắn với tư cách là hoàng đế của Đệ Nhất Đế chế México. Mẹ của Agustin là Alicia Iturbide, người Mỹ tên khai sinh là Alice Green, đã đồng ý từ bỏ đứa con của mình. Ngay sau đó, bà đổi ý và gửi tin nhắn tới Maximilian yêu cầu từ bỏ hợp đồng nhận con nuôi, nhưng bà đã bị trục xuất khỏi Mexico mà không được mang theo con. Agustín và em họ của ông được phong tước Thân vương Iturbide và giữ phong cách Highness theo một sắc lệnh của hoàng gia ngày 16 tháng 9 năm 1865, và được xếp vào hàng tiếp theo sau gia đình trị vì. Vào tháng 10 năm 1866, khi Đế quốc bắt đầu suy yếu, Maximilian viết thư cho Alice Iturbide rằng ông sẽ trả lại con trai của bà là Agustín để cho bà chăm sóc.
Một người viết tiểu sử cho rằng Maximilian đã có nhân tình ở Mexico. Nhà sử học Enrique Krauze cho rằng Maximilian bị vô sinh do bệnh hoa liễu lây từ một phụ nữ Brazil khi ông dành thời gian ở đất nước này sau khi bị sa thải khỏi chức phó vương. Tuy nhiên, một người viết tiểu sử khác cho rằng Maximilian không chỉ có lối vào bí mật ở dinh thự Cuernavaca của mình, cho phép ông ta gặp gỡ phụ nữ một cách kín đáo, mà Maximilian còn có một đứa con với một phụ nữ Mexico ở Cuernavaca, Conceptción Sedano y Leguizano, người đã chết không lâu sau đó. sau vụ hành quyết Maximilian. Không được công nhận là con đẻ của hoàng đế, cậu bé được cho là đã được đưa đến Paris và được một người Mexico từng sống ở đó tài trợ để giáo dục. Trong Thế chiến thứ nhất, ông sống ở Tây Ban Nha và được tình báo Đức tuyển dụng. Ông bị người Pháp bắt vì tội phản bội và bị xử bắn vào năm 1917. Theo lời kể của người viết tiểu sử, không trích dẫn nguồn nào trong ấn phẩm của ông, lời buộc tội được đọc ra khi hành quyết: "Sedano, con trai của Hoàng đế Maximilian của Mexico".
Vì Maximilian và Carlota không có con nên không có hậu duệ trực tiếp. Tuy nhiên, ngày nay các thành viên của Nhà Habsburg coi Maximilian là tổ tiên quan trọng. Nhưng xét về thực tế chính trị Mexico, họ không được chú ý. Người họ hàng gần nhất còn sống gần nhất với Maximilian là người đứng đầu gia đình Habsburg là Karl von Habsburg, và các thành viên của Nhà Habsburg-Lorraine vẫn cư trú ở Mexico, trong số đó có Carlos Felipe de Habsburgo, ông là người đàn ông đầu tiên của triều đình cũ sinh ra ở đất nước này. Carlos Felipe là một học giả đã thực hiện nhiều cuộc phỏng vấn, hội nghị và thuyết trình về lịch sử của gia đình ông, Maximilian và Carlota, cũng như Đế chế Mexico thứ hai.

## Phó vương Lombardy-Venetia

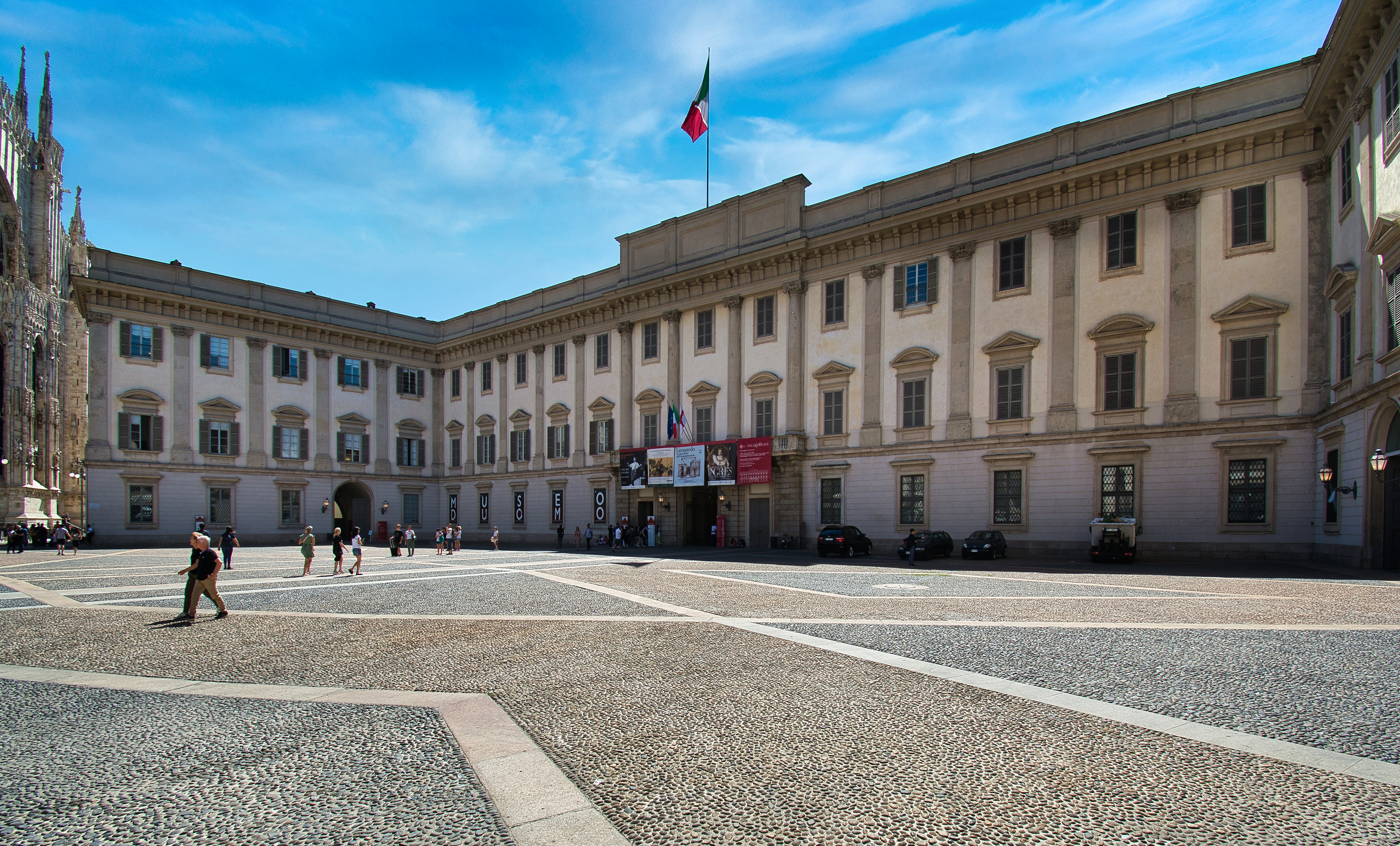
Cung điện Hoàng gia Milan

Về quan điểm chính trị của mình, Đại công tước Maximilian bị ảnh hưởng rất nhiều bởi những tư tưởng tiến bộ đang thịnh hành lúc bấy giờ. Ông nổi tiếng là người theo chủ nghĩa tự do, và đây là một trong những cân nhắc dẫn đến việc ông được bổ nhiệm làm phó vương của Vương quốc Lombardy – Venetia vào tháng 2 năm 1857. Hoàng đế Franz Joseph đã quyết định về việc cần thay thế người lính già Joseph Radetzky von Radetz, để chuyển hướng sự bất mãn ngày càng tăng trong người Ý thông qua tự do hóa token, và khuyến khích mức độ trung thành của cá nhân đối với triều đình Habsburg.

### Điều hành và cải cách
Vào ngày 6 tháng 9 năm 1857, Maximilian và Charlotte đến thủ đô Milan. Trong thời gian ở đó, cặp đôi sống tại Cung điện Hoàng gia Milan và thỉnh thoảng cư trú tại Biệt thự Hoàng gia Monza. Với tư cách là phó vương, Maximilian sống như một vị vua được bao quanh bởi một triều đình uy nghiêm gồm các quan thị vệ và người hầu. Trong 2 năm làm phó vương, Maximilian tiếp tục xây dựng Lâu đài Miramar, mãi đến 3 năm sau mới hoàn thành. Của hồi môn hoàng gia của Charlotte đã hỗ trợ cho việc xây dựng. Anh trai cô, Vương tử Leopold đã nhận xét trong nhật ký của mình rằng "việc xây dựng cung điện đó là một sự điên rồ vô tận."
Maximilian làm việc để phát triển hải quân đế quốc, và ông đã tổ chức chuyến thám hiểm của con tàu Novara, đây sẽ là chuyến đi vòng quanh thế giới đầu tiên do Đế quốc Áo thực hiện, một cuộc thám hiểm khoa học, kéo dài hơn 2 năm từ 1857 đến 1859, và có sự tham gia của nhiều trí thức Viên.
Charlotte đã nỗ lực thu phục thần dân của mình, nói tiếng Ý, đến thăm các tổ chức từ thiện, khánh thành trường học và mặc trang phục của người Lombard bản địa. Vào Lễ Phục sinh năm 1858, Maximilian và Charlotte đi thuyền dọc theo Grand Canal của Venice trong trang phục nghi lễ. Bất chấp những nỗ lực của họ, tình cảm chống Áo vẫn tiếp tục lan rộng nhanh chóng trong toàn bộ người dân Ý.
Những nỗ lực của Maximilian trong việc điều hành bao gồm sửa đổi cơ quan đăng ký thuế, phân phối doanh thu thuế công bằng hơn, thành lập các khu y tế, nạo vét kênh đào Venice, mở rộng cảng Cuomo, thoát nước đầm lầy để ngăn chặn bệnh sốt rét, các dự án bón phân và tưới tiêu cho vùng đồng bằng Friuli. Ngoài ra còn có hàng loạt dự án phát triển đô thị. Riva degli Schiavoni được mở rộng đến các khu vườn hoàng gia của Venice, trong khi ở Milan, các đại lộ được ưu tiên, Quảng trường Piazza del Duomo, Milan|Piazza del Duomo được mở rộng và một quảng trường mới được xây dựng giữa Teatro alla Scala và Palazzo Marino. Thư viện Biblioteca Ambrosiana cũng được khôi phục.
Bộ trưởng ngoại giao Anh đã viết vào năm 1859 rằng "việc quản lý các tỉnh Lombardy-Venetia được chỉ đạo bởi Đại công tước Maximilian với tài năng tuyệt vời, vừa có tinh thần tự do vừa hòa giải".

### Bãi nhiệm phó vương

Lombardy-Venetia màu xanh lá cây. Bản đồ bán đảo Ý trong bối cảnh thống nhất nước Ý

Nhiệm kỳ phó vương của Maximilian chỉ tồn tại trong thời gian ngắn, chỉ kéo dài 2 năm trong thời kỳ căng thẳng địa phương gia tăng. Mặc dù giữ chức phó vương, quyền tài phán của ông không mở rộng hoàn toàn đối với các đơn vị đồn trú của Áo, điều này phản đối bất kỳ hình thức cải cách tự do nào. Maximilian đến Viên vào tháng 4 năm 1858 để yêu cầu anh trai mình là hoàng đế trao cho ông quyền tài phán cả về quân sự và hành chính, đồng thời tiếp tục chính sách nhượng bộ. Hoàng đế Franz Joseph bác bỏ yêu cầu của ông. Điều đó khiến Maximilian chỉ có vai trò hạn chế trong khi căng thẳng với Vương quốc Sardinia ngày càng gia tăng. Vào ngày 3 tháng 1 năm 1859, vì lý do an ninh, Carlota được yêu cầu quay trở lại Miramar, và bà đã gửi những vật có giá trị của mình ra khỏi Lombardy-Venetia. Chỉ khi an toàn trong Cung điện hoàng gia Milan, bà mới chia sẻ nỗi lo lắng của mình với mẹ chồng Sophie.
Vào tháng 2 năm 1859, quân đội Áo đàn áp, thực hiện nhiều vụ bắt giữ ở Milan và Venice. Các tù nhân đến từ tầng lớp thượng lưu và được chuyển đến Mantua cũng như nhiều nhà tù khác nhau trên khắp vương quốc. Thành phố Brescia bị dân quân chiếm đóng, trong khi một số tiểu đoàn đóng trại ở Piacenza và trên bờ sông Po. Maximilian hy vọng có thể xoa dịu những tính cách nghiêm khắc của Tướng Ferenc Gyulay. Maximilian vừa nhận được sự cho phép của anh trai mình để mở trường luật tư nhân ở Pavia và Padua. Vào tháng 3 năm 1859, đã xảy ra sự cố giữa cảnh sát Milan và công chúng Verona. Tại Pavia, một trong những thành phố do Maximilian quản lý, Áo đã tạo ra một tình trạng chiếm đóng quân sự thực sự. Tình hình Ý ngày càng trở nên nguy cấp, và trật tự không thể được duy trì nếu không có quân đội.
Những nỗ lực hòa giải của vị đại công tước người Áo cuối cùng đã thất bại khi các dự án khác nhau của ông nhằm cải thiện phúc lợi cho người dân Ý bị đóng cửa. Hoàng đế Franz Joseph có ý định ngăn chặn bất kỳ sự nhượng bộ nào đối với dân chúng. Hoàng đế cho rằng Maximilian quá phóng khoáng và hào phóng với dân chúng Ý nổi loạn.  Franz Joseph bãi nhiệm chức phó vương của em trai mình vào ngày 10 tháng 4 năm 1859.
Ở Ý, tin tức về việc Maximilian bị sa thải đã được các chính khách ở đó đón nhận với thái độ nhiệt tình mỉa mai. Một nhân vật then chốt trong phong trào Thống nhất nước Ý, Bá tước xứ Cavour, người đã tuyên bố rằng:
Ở Lombardy, kẻ thù tồi tệ nhất của chúng tôi...là Đại công tước Maximilian; trẻ trung, năng động, dám nghĩ dám làm, người đã cống hiến hết mình cho nhiệm vụ khó khăn là chiến thắng người Milan và là người sắp chiến thắng. Các tỉnh của Lombardia chưa bao giờ thịnh vượng và được quản lý tốt như vậy. Cảm ơn Chúa vì chính quyền tốt bụng của Viên đã can thiệp, và như thường lệ, đã lợi dụng cơ hội để phạm một sai lầm, một hành động trơ tráo, một hành động gây tử vong nhất cho Áo, nhưng có lợi nhất cho Piedmont...Lombardy giờ đây sẽ rơi vào tầm tay của chúng ta.

## Hoàng đế Mexico

### Lên ngôi

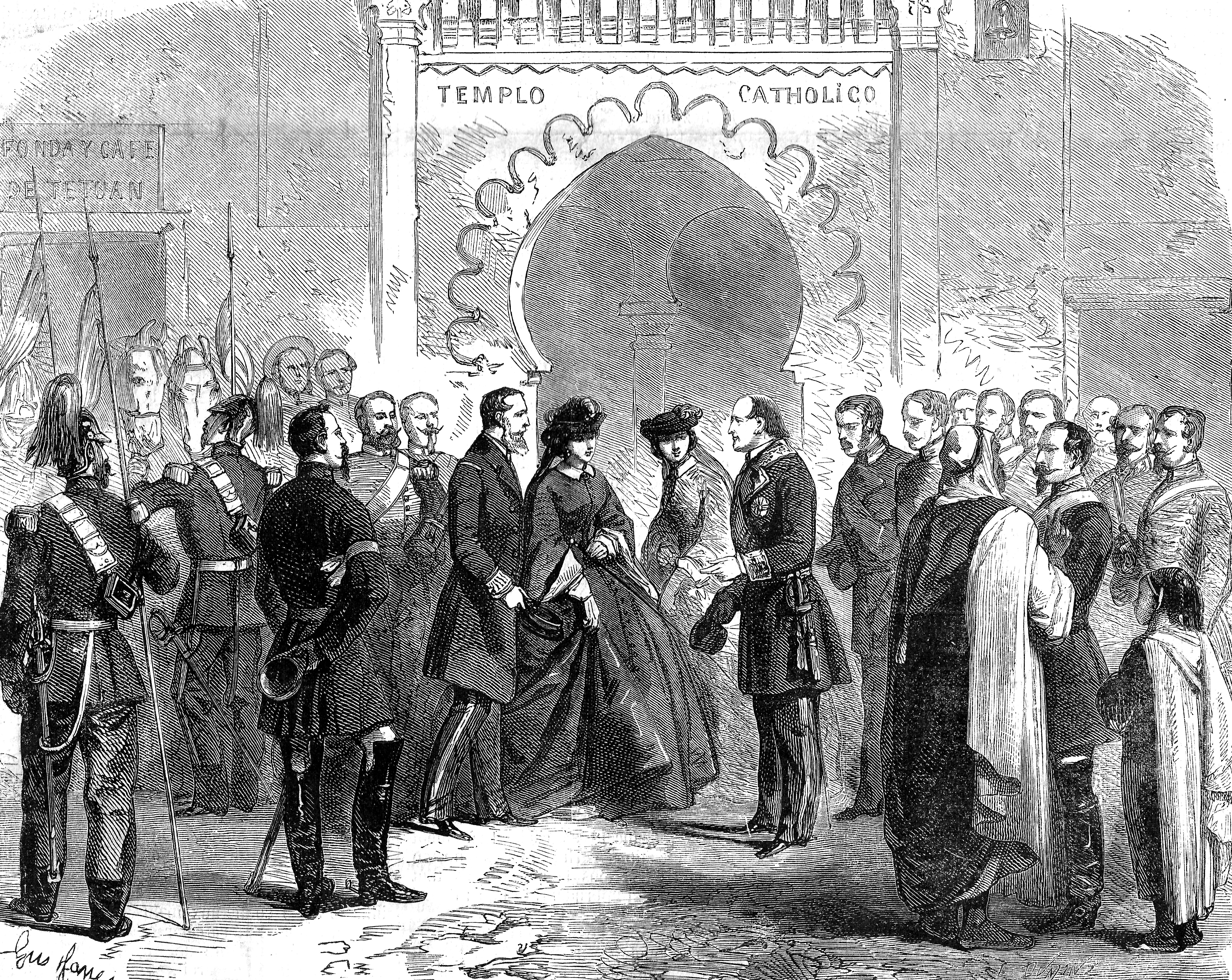
Maximilian và Charlotte đến thăm Leopoldo O'Donnell ở Tétouan, 1860

Năm 1859, Maximilian lần đầu tiên được tiếp cận bởi những người theo chủ nghĩa quân chủ Mexico - các thành viên của giới quý tộc Mexico, dẫn đầu là José Pablo Martínez del Río - với đề nghị trở thành hoàng đế của Mexico. Nhà Habsburg đã cai trị Phó vương quốc Tân Tây Ban Nha từ khi thành lập cho đến khi ngai vàng Tây Ban Nha được thừa kế bởi Nhà Bourbon. Maximilian được coi là có tiềm năng hợp pháp hơn các nhân vật hoàng gia khác, và không có khả năng cai trị ở châu Âu do anh trai của mình đã làm Hoàng đế Áo. Vào ngày 20 tháng 10 năm 1861 tại Paris, Maximilian nhận được một lá thư từ Gutiérrez de Estrada thỉnh cầu ông lên ngôi Đế chế Mexico. Ban đầu, ông không chấp nhận, nhưng tìm cách thỏa mãn mong muốn phiêu lưu không ngừng nghỉ của mình bằng một chuyến thám hiểm thực vật đến các khu rừng nhiệt đới của Brazil. Tuy nhiên, Maximilian đã thay đổi quyết định sau khi Đệ Nhị Đế chế Pháp can thiệp vào Mexico. Theo lời mời của Hoàng đế Napoléon III, sau khi Tướng Élie-Frédéric Forey chiếm được Thành phố México và một cuộc họp báo do Pháp tổ chức nhằm xác nhận việc tuyên bố đế chế, Maximilian đã đồng ý chấp nhận Vương miện vào tháng 10 năm 1863. Vào ngày 9 tháng 4 năm 1864 Maximilian gặp anh trai của mình là Hoàng đế Franz Joseph I của Áo tại Miramar để ký một "Hiệp ước gia đình". Trong tài liệu này, Maximilian đã từ bỏ mọi quyền đối với ngai vàng của Áo hoặc với tư cách là một Đại công tước của Áo. Việc từ bỏ này kéo theo một thời gian dài đàm phán giữa hai anh em và được Maximilian đồng ý với sự miễn cưỡng.

### Cai trị

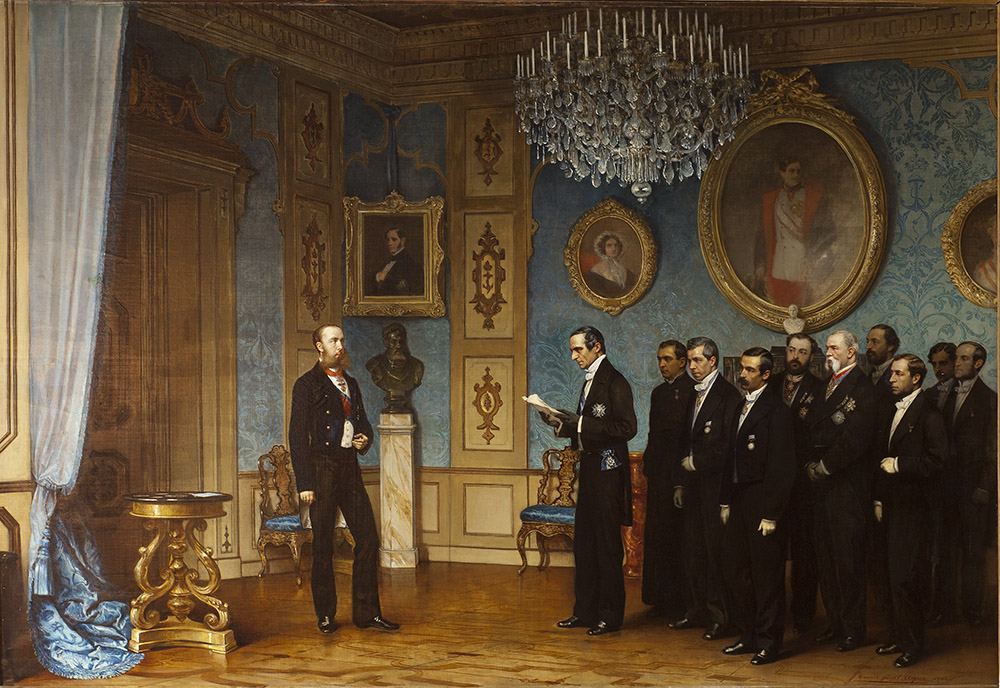
Maximilian tiếp một phái đoàn Mexico tại Lâu đài Miramare ở Trieste, được vẽ bởi Cesare Dell'Acqua

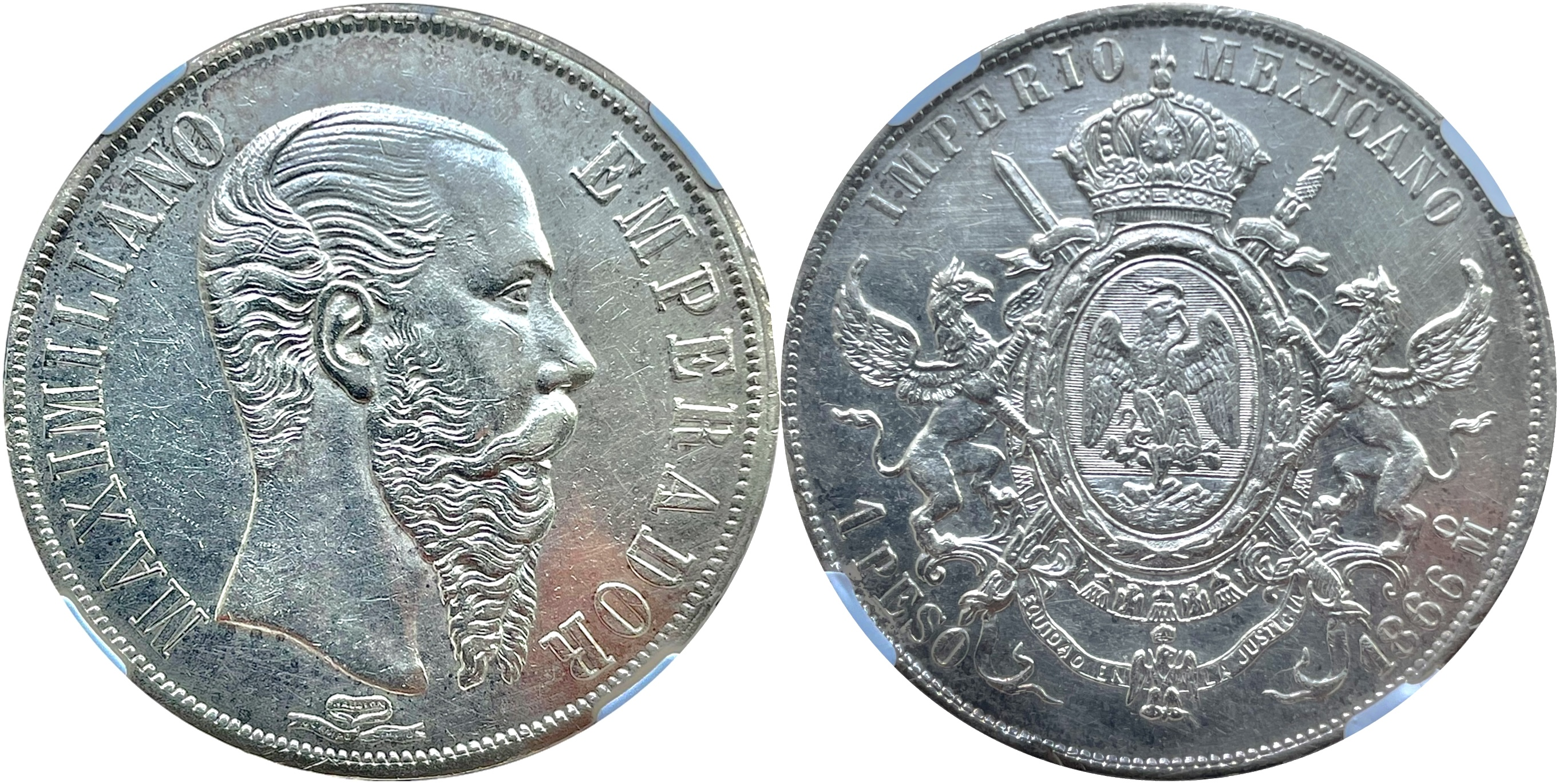
Chân dung của Hoàng đế Maixmilian I của Mexico trên đồng xu bạc 1 peso, được đúc và lưu hành từ năm 1866-1867, trong lãnh thổ của Đệ Nhị Đế chế México

Vào tháng 4 năm 1864, Maximilian thôi chức vụ Cục trưởng Hải quân của Hải quân Áo. Ông đi từ Trieste trên tàu SMS Novara, được hộ tống bởi các khinh hạm SMS Bellona (Áo) và Thémis (Pháp), và du thuyền Imperial Phantasie dẫn đầu đoàn tàu chiến từ Lâu đài Miramare của ông ra biển. Họ đã nhận được lời chúc phúc từ Giáo hoàng Pius IX, và Nữ hoàng Victoria đã ra lệnh cho quân đồn trú ở Gibraltar bắn súng chào mừng con tàu của Maximilian khi ông đi qua eo biển này.
Vị hoàng đế mới của Mexico đáp thuỳen tại Veracruz vào ngày 29 tháng 5 năm 1864, và nhận được sự tiếp đón lạnh lùng từ người dân thị trấn. Veracruz là một thị trấn tự do, và các cử tri theo chủ nghĩa tự do đã phản đối việc Maximilian lên ngôi. Ông được sự hậu thuẫn của những người bảo thủ Mexico và Napoléon III, nhưng ngay từ đầu ông đã gặp phải những khó khăn nghiêm trọng, vì lực lượng Tự do do Tổng thống Benito Juárez lãnh đạo đã từ chối công nhận quyền cai trị của ông. Liên tục xảy ra giao tranh giữa một bên là quân viễn chinh Pháp (được bổ sung bởi quân đội đế quốc được tuyển mộ tại địa phương của Maximilian) và bên kia là quân Cộng hòa Mexico.
Hoàng đế và hoàng hậu thiết lập dinh thự của họ tại Lâu đài Chapultepec, nằm trên đỉnh đồi trước đây ở ngoại ô Thành phố Mexico, nơi từng là nơi nghỉ dưỡng của các hoàng đế Aztec. Maximilian ra lệnh cho xây dựng một đại lộ rộng cắt xuyên thành phố từ Chapultepec đến trung tâm thành phố đặt tên là Paseo de Chapultepec hoặc Paseo de la Emperatriz (nay được gọi là Paseo de la Reforma). Cặp đôi hoàng gia đã lên kế hoạch đăng cơ tại Nhà thờ chính tòa thành phố México, nhưng do sự bất ổn liên tục của chế độ, lễ đăng quang không bao giờ được thực hiện.
Vì Maximilian và Carlota không có con nên họ đã nhận nuôi Agustín de Iturbide y Green và em họ của ông là Salvador de Iturbide y de Marzán, cả hai là cháu trai của Agustín de Iturbide, người đã từng trị vì một thời gian ngắn làm Hoàng đế Mexico vào những năm 1820. Mẹ của Agustin, Alicia Iturbide, một người Mỹ sinh ra Alice Green, đã đồng ý từ bỏ đứa con của mình. Ngay sau đó, cô cam kết với Maximilian từ bỏ hợp đồng nhận con nuôi, nhưng hoàng đế đã buộc cô rời khỏi khỏi Mexico mà không có con của cô.
Agustin và người anh họ của ông được phong tước Prince de Iturbide và sắc phong Highness theo sắc lệnh của hoàng gia ngày 16 tháng 9 năm 1865, và được xếp vào hàng tiếp theo sau gia đình trị vì. Rõ ràng, cặp đôi hoàng gia có ý định chuẩn bị cho Agustín làm người thừa kế ngai vàng. Maximilian chưa bao giờ thực sự có ý định trao lại vương miện cho Iturbides vì ông tin rằng họ không thuộc dòng máu hoàng gia. Mọi ý định của hoàng đế đang nhắm vào người anh trai Đại công tước Karl Ludwig của Áo: hoặc Karl sẽ cho ông một trong những người con trai của mình làm người thừa kế, hoặc nếu không thì hoàng đế sẽ để lại mọi thứ cho anh em Iturbide. Vào tháng 10 năm 1866, "Với việc điều đình của ông bị phe cộng hoà đánh bại, Maximilian đã viết thư cho Alice Iturbide rằng ông sẽ trả con trai của cô."
Trước sự thất vọng của các đồng minh bảo thủ của mình, Maximilian đã duy trì một số chính sách tự do do chính quyền Juárez đề xuất, chẳng hạn như cải cách ruộng đất, tự do tôn giáo, và mở rộng quyền bỏ phiếu vượt, trước đó chỉ dành cho giai cấp địa chủ. Lúc đầu, Maximilian đề nghị ân xá cho Juárez nếu anh ta thề trung thành với vương miện, thậm chí đề nghị anh ta làm thủ tướng, nhưng Juárez đã từ chối.
Sau khi Nội chiến Hoa Kỳ kết thúc, Tổng thống Andrew Johnson đã viện dẫn Học thuyết Monroe và công nhận chính phủ Juárez là chính phủ hợp pháp của Mexico. Hoa Kỳ đã áp dụng áp lực ngoại giao ngày càng tăng để thuyết phục Napoléon III chấm dứt sự ủng hộ của Pháp đối với Maximilian và rút quân đội Pháp khỏi Mexico. Washington bắt đầu cung cấp cho các đảng phái của Juárez và đồng minh của ông ta là Porfirio Díaz bằng cách "cung cấp" kho vũ khí cho họ tại El Paso del Norte ở biên giới Mexico. Viễn cảnh về một cuộc xâm lược của người Mỹ để khôi phục Juárez đã khiến một số lượng lớn những người trung thành với Maximilian từ bỏ chính nghĩa của ông và rời khỏi thủ đô.

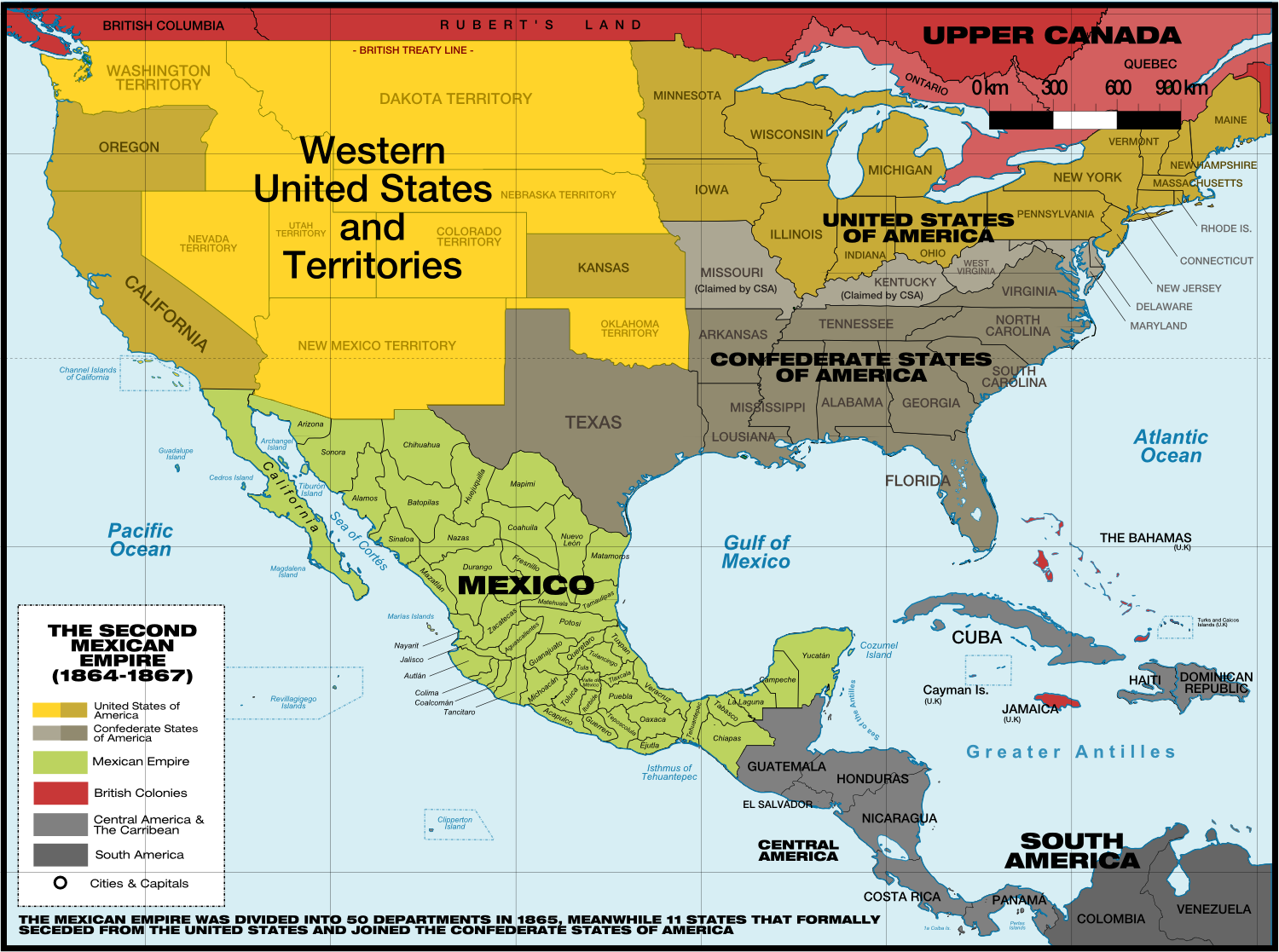
Đế chế của Maximilian và các tiểu bang và vùng lãnh thổ xung quanh

Trong khi đó, Maximilian đã mời các cựu Liên minh miền Nam chuyển đến Mexico trong một loạt các khu định cư được gọi là "Thuộc địa Carlota" và Thuộc địa New Virginia. Maximilian cũng mời những người định cư từ "bất kỳ quốc gia nào", bao gồm cả Áo và các nhà nước khác của Đức.
Maximilian ban hành "Sắc lệnh đen" của mình vào ngày 3 tháng 10 năm 1865. Người ta tính rằng hơn 11 nghìn người ủng hộ Juárez đã bị hành quyết do sắc lệnh này, nhưng cuối cùng nó chỉ làm bùng phát cuộc kháng chiến của người Mexico.
Tuy nhiên, vào năm 1866, hầu như tất cả mọi người bên ngoài Mexico đều không thể đến đất nước này trước khi Maximilian thoái vị. Năm đó, Napoléon III đã rút quân khi đối mặt với sự kháng cự của Mexico và sự phản đối của Hoa Kỳ theo Học thuyết Monroe, cũng như tăng cường lực lượng của mình tại quê nhà để đối mặt với quân đội Phổ ngày càng phát triển. Carlota đã đi đến châu Âu, tìm kiếm sự trợ giúp cho chế độ của chồng ở Paris và Vienna, và cuối cùng, ở Rome từ Giáo hoàng Pius IX. Những nỗ lực của cô đã thất bại, và cô bị suy sụp tinh thần sâu sắc và không bao giờ quay trở lại Mexico.

### Sự sụp đổ

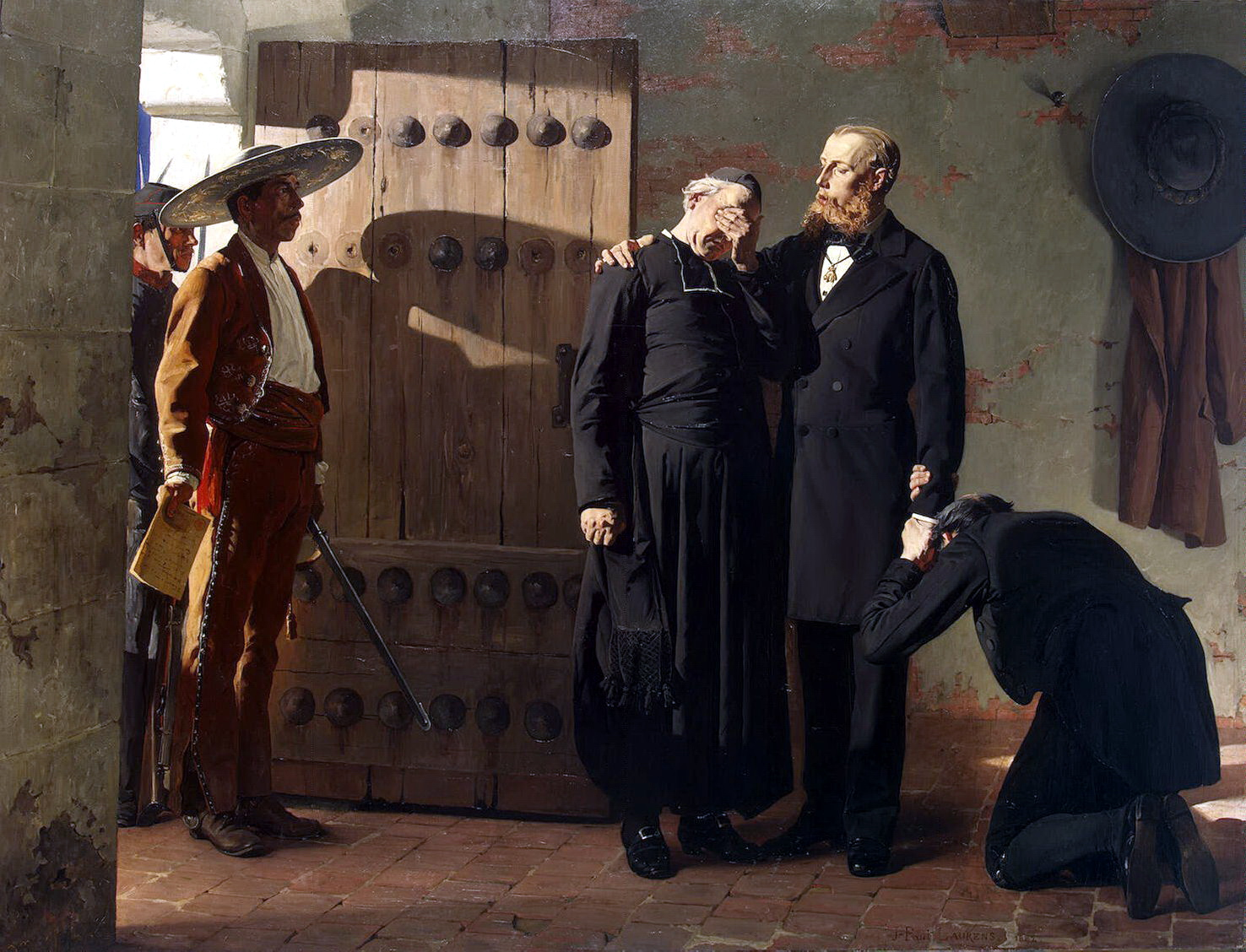
Những khoảnh khắc cuối cùng của Hoàng đế Maximilian I của Mexico, được vẽ bởi Jean-Paul Laurens

Chính Napoléon III đã thúc giục Maximilian I từ bỏ Mexico, ông cũng đã cho rút quân Pháp khỏi Mexico, và đây là một đòn giáng mạnh vào chính Đế quốc Mexico, Maximilian vẫn miễn cưỡng ở lại. Không chắc chắn về hướng hành động trong tương lai của mình, Maximilian cho phép một hội nghị gồm 23 người ủng hộ ông bỏ phiếu chống lại việc thoái vị của ông. Những vị tướng trung thành như Miguel Miramón, Leonardo Márquez và Tomás Mejía đã thề sẽ gây dựng một đội quân có thể thách thức những người thuộc phe Cộng hòa. Maximilian đã chiến đấu tiếp tục với đội quân 8.000 người trung thành với đế chế của ông. Bị buộc phải rút khỏi Thành phố Mexico vào tháng 2 năm 1867, Maximilian và hầu hết các lực lượng còn lại của ông ta quay trở lại Thành phố Querétaro, và bị bao vây trong vài tuần. Vào ngày 11 tháng 5, Maximilian quyết định tìm cách trốn thoát qua phòng tuyến của kẻ thù. Kế hoạch này đã bị phá hoại bởi Đại tá Miguel López, người đã bí mật đồng ý với Tướng Escobedo của Đảng Cộng hòa để mở một cánh cổng và dẫn đầu một nhóm đột kích chiếm trụ sở của Hoàng gia. López dường như đã cho rằng Maximilian sẽ được phe Cộng hoà cho phép rời đi trong an toàn.

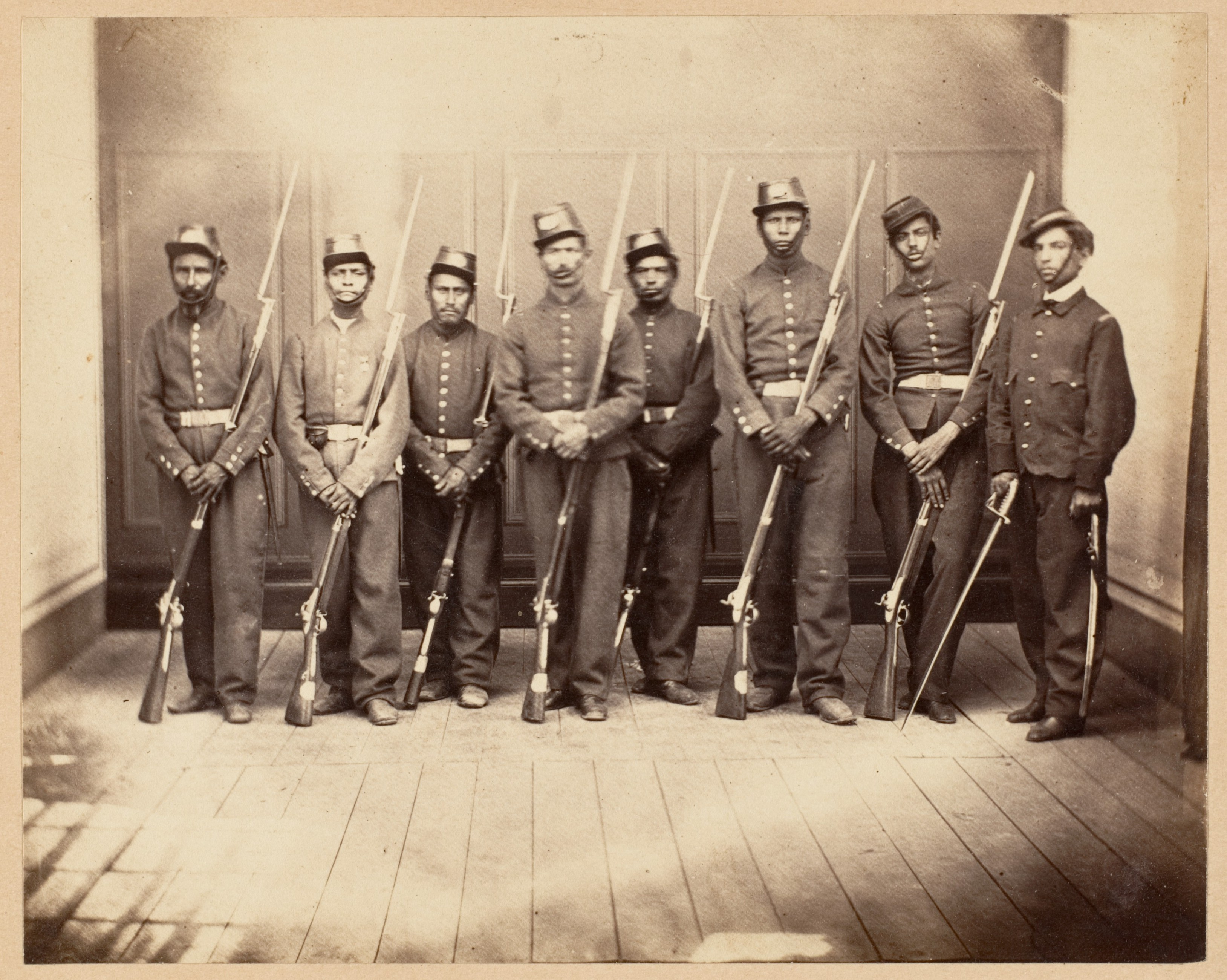
Đội xử bắn Hoàng đế Maximilian

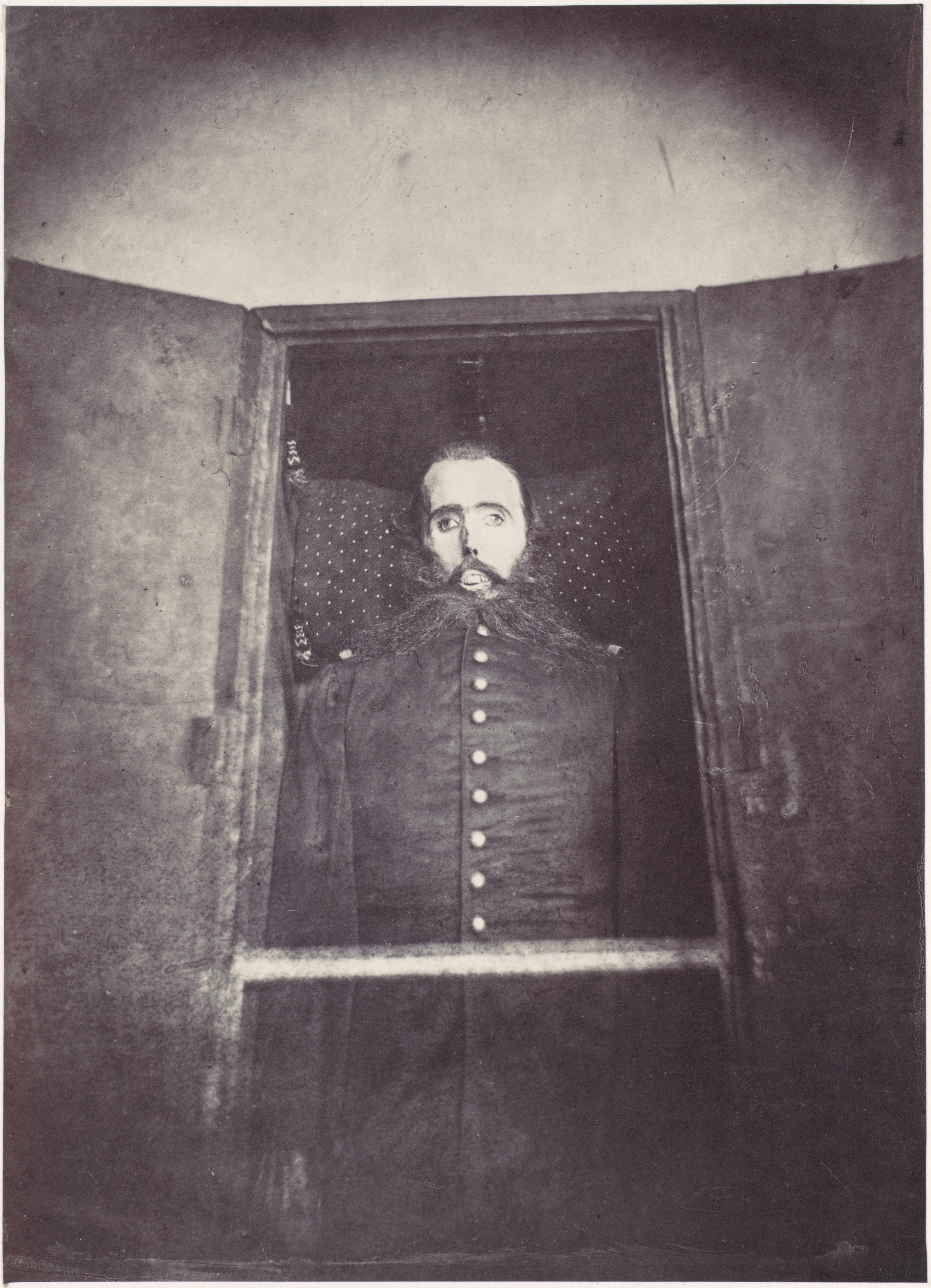
Thi hài của Hoàng đế Maximilian

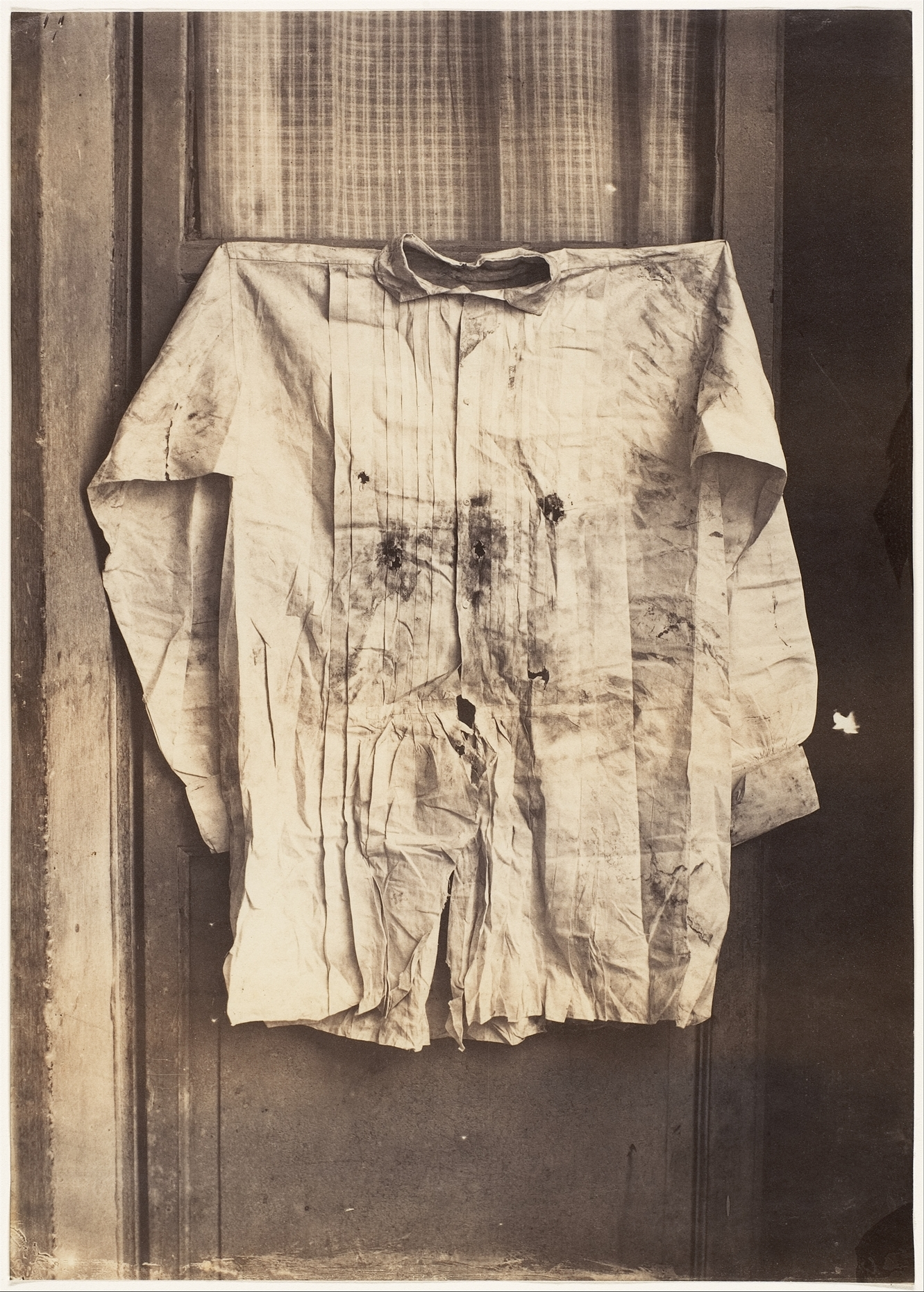
Chiếc áo sơ mi của hoàng đế Maixmilian mặc khi hành quyết

Thành phố thất thủ vào ngày 15 tháng 5 năm 1867, và Maximilian bị bắt vào sáng hôm sau sau một nỗ lực thất bại trong việc trốn thoát qua các phòng tuyến của quân Cộng hòa bởi một lữ đoàn kỵ binh hussar trung thành do Felix Salm-Salm chỉ huy. Một Tòa án binh đã được triệu tập bởi những người Cộng hòa hiện đang chiến thắng; Maximilian bị kết tội và bị kết án tử hình. Một số nguyên thủ châu Âu đương thời và những nhân vật nổi bật khác (bao gồm cả những nhà tự do lỗi lạc như Victor Hugo và Giuseppe Garibaldi) đã gửi điện tín và thư đến Mexico thỉnh cầu tha mạng cho Hoàng đế.

## Cái chết
Mặc dù tôn trọng Cựu hoàng đế Maximilian ở mức độ cá nhân,  nhưng Juárez từ chối giảm bản án vì những người Mexico đã bị giết khi chiến đấu chống lại lực lượng của Maximilian, và bởi vì ông ta tin rằng cần phải gửi một thông điệp rằng Mexico sẽ không dung thứ cho bất kỳ chính phủ nào do các thế lực nước ngoài dựng lên. Felix Salm-Salm và vợ đã nghĩ ra một kế hoạch để Maximilian thoát khỏi cuộc hành quyết bằng cách hối lộ những người cai ngục. Tuy nhiên, Maximilian chỉ thực hiện kế hoạch nếu các Tướng Miramón và Mejía có thể đi cùng ông, và cũng còn một lý do nữa khiến Maximilian từ chối thực hiện kế hoặc vì ông phải cạo râu để tránh bị nhận diện, việc cạo râu sẽ làm giảm phẩm giá của ông nếu ông bị bắt lại. Bản án được thực hiện tại Cerro de las Campanas lúc 6:40 sáng ngày 19 tháng 6 năm 1867, khi Maximilian, cùng với Miramón và Mejía, bị hành quyết bởi một đội xử bắn. Cựu hoàng đế chỉ nói bằng tiếng Tây Ban Nha và đưa cho mỗi người trong đội hành quyết mình một đồng tiền vàng để họ không bắn vào đầu, để mẹ ông có thể nhìn thấy mặt của ông. Những lời cuối cùng của ông ấy là, "Tôi tha thứ cho tất cả mọi người, và tôi xin mọi người cũng hãy tha thứ cho tôi. Cầu mong máu của tôi, sắp đổ ra, vì lợi ích của đất nước. ¡Viva México, viva la independencia!" Miramón và Mejía đứng bên phải Maximilian, bị giết giống như hoàng đế, bị bắn bởi nhóm hành quyết mười lăm người (một số tài liệu viết là 21 người). Maximilian và Miramón chết gần như ngay lập tức, nhưng cái chết của Mejía kéo dài hơn.
Sau khi Maximilian bị hành quyết, thi thể của ông được ướp và trưng bày ở Mexico. Đầu năm sau, đô đốc người Áo Wilhelm von Tegetthoff được cử đến Mexico trên tàu SMS Novara để đưa thi hài của vị hoàng đế quá cố trở về Áo. Sau khi đến Trieste, quan tài được đưa bằng đường bộ đến Vienna và được đặt trong Imperial Crypt vào ngày 18 tháng 1 năm 1868. Nhà nguyện Tưởng niệm Hoàng đế Maximilian được xây dựng trên ngọn đồi nơi diễn ra cuộc hành quyết ông.

## Di sản
Maximilian đã được một số nhà sử học ca ngợi vì những cải cách tự do của ông, mong muốn thực sự giúp đỡ người dân Mexico, từ chối bỏ trốn khi những người trung thành với ông vẫn còn bị giam cầm, và sự dũng cảm cá nhân trong cuộc bao vây Querétaro. Các nhà nghiên cứu khác coi ông ta thiển cận trong các vấn đề chính trị và quân sự, và không sẵn sàng khôi phục nền dân chủ ở Mexico ngay cả trong sự sụp đổ sắp xảy ra của Đệ Nhị Đế chế Mexico. Ngày nay, các nhóm chính trị chống cộng hòa và chống tự do ủng hộ Đế chế Mexico thứ hai, chẳng hạn như Mặt trận Dân tộc Chủ nghĩa Mexico, được cho là đã tụ tập hàng năm ở Querétaro để kỷ niệm vụ hành quyết Maximilian và những người theo ông.
Maximilian đã được xuất hiện trong bộ phim Mexico năm 1934 Juárez y Maximiliano của Enrique Herrera và bộ phim Mỹ năm 1939 Juarez của Brian Aherne. Trong bộ phim The Mad Empress năm 1939, Conrad Nagel là người thủ vai Maximilian. Ông cũng xuất hiện trong một cảnh trong bộ phim Mỹ năm 1954 Vera Cruz, do George Macready thủ vai. Trên sân khấu kịch, ông xuất hiện trong vở kịch Juarez và Maximilian của Franz Werfel, được trình chiếu tại Berlin năm 1924, do Max Reinhardt đạo diễn. Trong phim truyền hình Mexico El Vuelo del Águila, Maximilian được thể hiện bởi nam diễn viên Mexico Mario Iván Martínez.
Sau khi ông qua đời, những tấm thiệp carte-de-visite với những bức ảnh kỷ niệm cuộc hành quyết của ông đã được lưu hành trong cả những người theo ông và những người muốn kỷ niệm cái chết của ông. Một tấm thẻ như vậy có hình ảnh chiếc áo sơ mi mà ông đã mặc khi bị hành quyết, thủng lỗ chỗ vết đạn.
Nhà soạn nhạc Franz Liszt đã đưa một bản "Marche funèbre, en mémoire de Maximilian I, empereur de Mexique" (một cuộc diễu hành tang lễ, để tưởng nhớ Maximilian I, Hoàng đế Mexico) trong số các bản nhạc trong bộ sưu tập piano nổi tiếng của ông mang tên Années de pèlerinage.
Việc hành quyết Maximilian đã được Édouard Manet miêu tả trong một loạt các bức tranh.
Một bức tượng của Maximilian ngày nay được đặt tại quận 13 của Vienna, trước lối vào Công viên Cung điện Schönbrunn. Ở Bad Ischl, đài phun nước Maximilian trên sông Traun, được xây dựng vào năm 1868, là một nơi để tưởng nhớ về ông. Một bức tượng khác của Maximilian được đặt ở Trieste. Bức tượng đã được đưa trở lại vị trí ban đầu của nó, Piazza Venezia, từ công viên của Lâu đài Miramare vào năm 2009. Hiện nay bức tượng Maximilian "nhìn ra" một phần của cảng Trieste. Rostrata Columna (cột chiến thắng), dựng lên để tôn vinh Maximilian vào 1876, đặt tại Công viên Maximilian ở Pula, một tác phẩm của Heinrich von Ferstel, được mang đến Venice vào năm 1919 như là chiến lợi phẩm chiến tranh của Ý và bây giờ, được làm lại, ở rìa của quán rượu Giardini.
Những người theo thuyết âm mưu cáo buộc Maximilian đã không bị hành quyết, họ cho rằng, sau khi ký một thỏa thuận bí mật với Juárez, ông đã được sống lưu vong ở El Salvador với cái tên Justo.
Các kỷ vật của Hoàng đế Maximilian I của Mexico được trưng bày tại Bảo tàng Schatzkammer trong Cung điện Hofburg ở Vienna.
Người họ hàng gần nhất với Maximilian là người đứng đầu gia tộc Habsburg-Lorraine, Karl von Habsburg.

## Danh dự
- Đế chế Mexico:
  -  Chủ quyền của Huân chương Đại bàng Mexico, 1865
  -  Chủ quyền của Huân chương Hoàng gia Guadalupe

Foreign
- Đế quốc Áo:
  - Hiệp sĩ Huân chương Lông cừu vàng, 1852[95]
  - Thập tự lớn Hoàng gia Hungary Huân chương Thánh Stephen, 1856[96]
- Đại công quốc Baden:[97]
  - Hiệp sĩ của Huân chương Nhà Fidelity, 1856
  - Thập tự lớn của Huân chương Sư tử Zähringer, 1856
- Vương quốc Bayern: Hiệp sĩ của Huân chương Thánh Hubert, 1849[98]
- Vương quốc Bỉ: Grand Cordon của Huân chương Leopold, 20 tháng 5 năm 1853[99]
- Đế quốc Brasil: Thập tự lớn của Huân chương Thập tự Phương Nam
- Công quốc Brunswick: Thập tự lớn của Huân chương Hendrich Sử tử
- Vương quốc Đan Mạch: Hiệp sĩ của Huân chương Voi, 11 tháng 1 năm 1866[100]
- Đế chế Pháp: Thập tự lớn của Bắc Đẩu Bội tinh
- Vương quốc Hy Lạp: Thập tự lớn của Huân chương Redeemer
- Vương quốc Hannover:
  - Hiệp sĩ Thánh George, 1856[101]
  - Thập tự lớn của Huân chương Hoàng gia Guelphic, 1856
- Đại công quốc Hessen:
  - Thập tự lớn của Huân chương Ludwig, 11 tháng 5 năm 1856[102]
  - Thập tự lớn và Công lao Huân chương Philip Đại đế, 1856
- Lãnh địa Giáo hoàng:
  - Thập tự lớn của Huân chương Giáo hoàng Piô IX
  - Huân chương Mộ Thánh
- Vương quốc Ý: Hiệp sĩ Truyền tin, 29 tháng 3 năm 1865[103]
- Dòng Chiến sĩ Toàn quyền Malta: Thập tự lớn của Danh dự và Cống hiến
- Vương quốc Hà Lan: Thập tự lớn của Huân chương Sư tử Hà Lan, 8 tháng 6 năm 1856
- Vương quốc Bồ Đào Nha: Grand Cross of the Tower and Sword, 14 tháng 6 năm 1852
- Vương quốc Phổ:
  - Hiệp sĩ Đại bàng đen, 21 tháng 12 năm 1852; với cổ áo, ngày 13 tháng 1 năm 1866
  - Thập tự lớn Đại bàng đỏ, 21 tháng 12 năm 1852
- Đế quốc Nga:
  - Hiệp sĩ Thánh Andrew
  - Hiệp sĩ Alexander Nevsky
  - Hiệp sĩ Đại bàng trắng
  - Hiệp sĩ Thánh Anna, hạng nhất
  - Huân chương Thánh Stanislaus, hạng nhất
- Vương quốc Sachsen: Hiệp sĩ Vương miện Rue, 1852[104]
- Thụy Điển-Na Uy: Hiệp sĩ Seraphim, với cổ áo, 21 tháng 4 năm 1865[105]
- Đại công quốc Toscana: Thập tự lớn Thánh Joseph
- Vương quốc Hai Sicilia
  - Thập tự lớn Thánh Ferdinand và Công lao
  - Hiệp sĩ Thánh Januarius

### Tiếng Anh
- Corti, Egon. Maximilian and Charlotte of Mexico. 2 vols. New York: Knopf 1928.
- Cunningham, Michele. Mexico and the Foreign Policy of Napoleon III (2001) 251 pp. online PhD version
- Duncan, Robert H. "Political Legitimization and Maximilian's Second Empire in Mexico, 1864–1867." Mexican Studies/Estudios Mexicanos 12 (1996) 273–300.
- Duncan, Robert H. "Embracing a Suitable Past: Independence Celebrations under Mexico's Second Empire, 1864–6." Journal of Latin American Studies 30.2 (1998): 249–277.
- Duncan, Robert H. (2020). ""Beneath a Rich Blaze of Golden Sunlight": The Travels of Archduke Maximilian through Brazil, 1860". Terrae Incognitae (bằng tiếng Anh). Quyển 52 số 1. tr. 37–64. doi:10.1080/00822884.2020.1726025. ISSN 0082-2884. S2CID 213261011.
- Hanna, Alfred Jackson and Kathryn Abbey Hanna. Napoleon III and Mexico: American Triumph over Monarchy (1971).
- Harding, Bertita (1934). Phantom Crown: The Story of Maximilian & Carlota of Mexico. New York: Blue Ribbon Books. ISBN 1434468925.
- Haslip, Joan (1972). The Crown of Mexico: Maximilian and His Empress Carlota. New York: Holt, Rinehart and Winston. ISBN 0-03-086572-7.
- Habsburg, Maximilian (1868). Recollections of My Life. London R. Bentley.
- Hyde, H. Montgomery (1946). Mexican Empire: The History of Maximilian and Carlota of Mexico. London: Macmillan & Co.
- Ibsen, Kristine (2010). Maximilian, Mexico, and the Invention of Empire. Nashville: Vanderbilt University Press. ISBN 978-0-8265-1688-6.
- Jonas, Raymond (2024). Habsburgs on the Rio Grande: The Rise and Fall of the Second Mexican Empire. Harvard University Press.
- Krauze, Enrique (1997). Mexico: Biography of Power: A History of Modern Mexico, 1810–1996. New York: HarperCollins. ISBN 0-06-016325-9
- Mayo, C. M. The Last Prince of the Mexican Empire. Cave Creek, AZ: Unbridled Books 2009.
- McAllen, M. M. (2015). Maximilian and Carlota: Europe's Last Empire in Mexico. San Antonio: Trinity University Press. ISBN 978-1-59534-183-9. excerpt
- O'Connor, Richard (1971). The Cactus Throne: The Tragedy of Maximilian and Carlotta. New York: G. P. Putnam's Sons. ISBN 0-04-972005-8.
- Palmer, Alan (1994). Twilight of the Habsburgs: The Life and Times of Emperor Francis Joseph. New York: Atlantic Monthly Press. ISBN 0-87113-665-1.
- Parkes, Henry (1960). A History of Mexico. Boston: Houghton Mifflin. tr. 273. ISBN 0-395-08410-5.
- Ridley, Jasper Godwin (1993). Maximilian and Juárez. Constable & Robinson. ISBN 0-09-472070-3.
- Shawcross, Edward (2021). The Last Emperor of Mexico: The Dramatic Story of the Habsburg Archduke Who Created a Kingdom in the New World. New York: Basic Books. ISBN 978-1541-674196. Also titled The Last Emperor of Mexico: A Disaster in the New World. London: Faber & Faber, 2022.

### Các ngôn ngữ khác
- Almeida, Sylvia Lacerda Martins de (1973). Uma filha de D. Pedro I: Dona Maria Amélia (bằng tiếng Bồ Đào Nha).
- Bilteryst, Damien (2014). Philippe comte de Flandre – Frère de Léopold II (PDF) (bằng tiếng Pháp). Bruxelles: Éditions Racine. ISBN 978-2-87386-894-9.
- Capron, Victor (1986). Le Mariage de Maximilien et Charlotte. Journal du duc de Brabant. 1856–1857 (bằng tiếng Pháp). Brussels.{{Chú thích sách}}:  Quản lý CS1: địa điểm thiếu nhà xuất bản (liên kết)
- Castelot, André (2002). Maximilien et Charlotte: La tragédie de l'ambition (bằng tiếng Pháp).
- Defrance, Olivier (2004). Léopold Ier et le clan Cobourg.
- Paoli, Dominique (2008). L'Impératrice Charlotte – Le soleil noir de la mélancolie (bằng tiếng Pháp). Paris: Perrin. ISBN 978-2-262-02131-3.
- Günter, Treffer (1973). Molden (biên tập). Die Weltumsegelung der Novara, 1857–1859 (bằng tiếng Đức). Viena.{{Chú thích sách}}:  Quản lý CS1: địa điểm thiếu nhà xuất bản (liên kết)
- Kerckvoorde, Mia (1981). Charlotte : la passion et la fatalité.
- Kramar, Konrad (1999). Die schrulligen Habsburger: Marotten und Allüren eines Kaiserhauses (bằng tiếng Đức). Ueberreuter. ISBN 3-8000-3742-4. OCLC 46473818.
- Pani, Erika. El Segundo Imperio: Pasados de usos múltiples. Mexico: Fondo de Cultura Económica  2004. ISBN 968-16-7259-3